# Crash, Boom, Bang!
Crash, Boom, Bang! – trzynasta gra z serii Crash Bandicoot, wydana z okazji 10. urodzin cyklu.

## Fabuła
Multimilioner, Viscount, chce odnaleźć wielki skarb. Postanawia urządzić zawody – zwycięzcy obiecuje nagrodę w wysokości miliona dolarów. Crash i Coco postanawiają wziąć udział w zawodach – celem jest znalezienie mapy prowadzącej do skarbu.